# 小瓦爾道

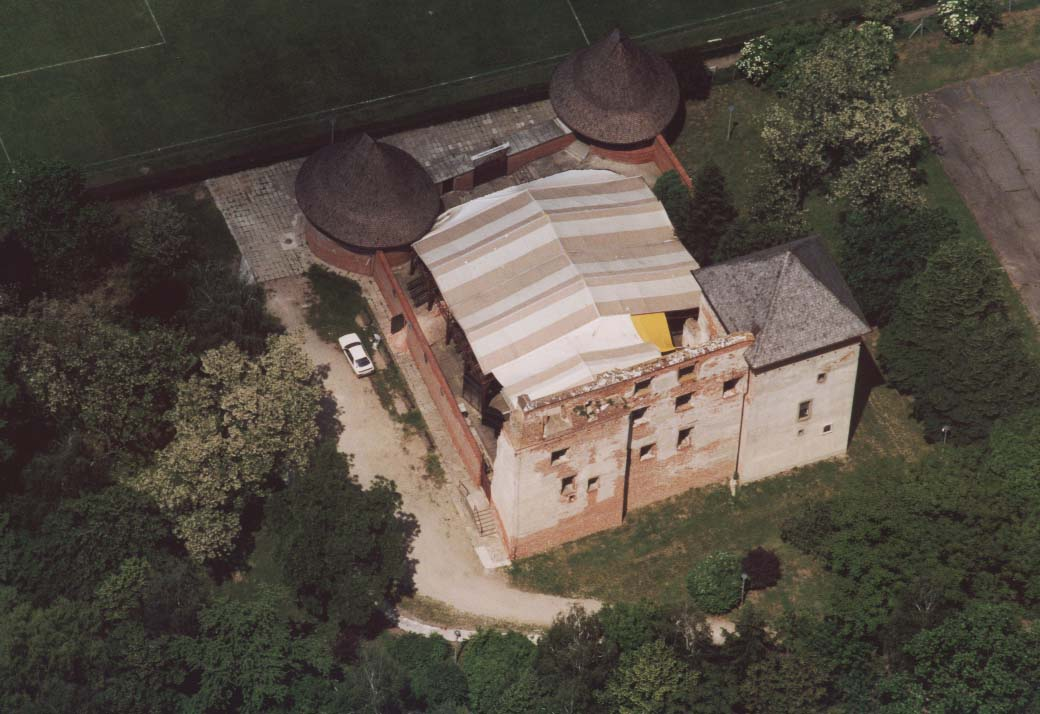

小瓦爾道是匈牙利的城鎮，位於該國東北部，由索博爾奇-索特馬爾-貝拉格州負責管轄，面積35.91平方公里，2011年人口16,669，其中約三成居民信奉天主教。

## 外部連結
- Official website （页面存档备份，存于）

48°13′N 22°05′E / 48.217°N 22.083°E